# Віяло
Віяло — невелике, як правило, складане опахало для створення потоку повітря, яке овіює обличчя, шию і плечі. Складані віяла були завезені до Європи на початку XVII століття спочатку єзуїтами, а потім і торговцями, які селилися на узбережжі Китаю. Західні майстри дуже швидко навчилися їх копіювати.
Як технічне пристосування віяло є лопаткою, прикріпленою до руків'я.

## Перші згадки про віяло

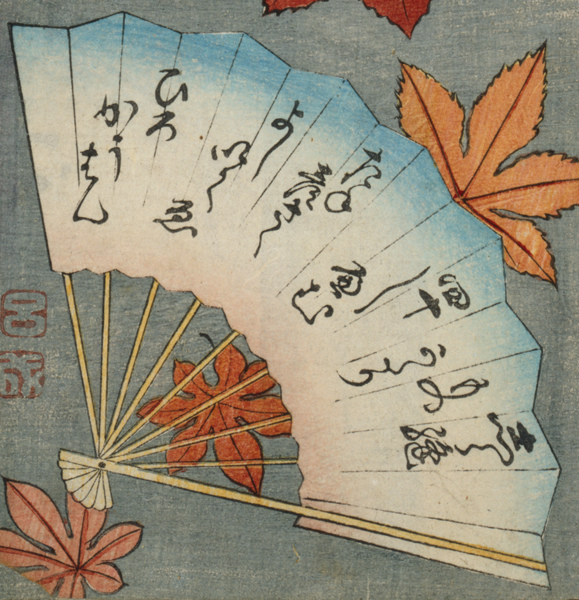
Складане віяло

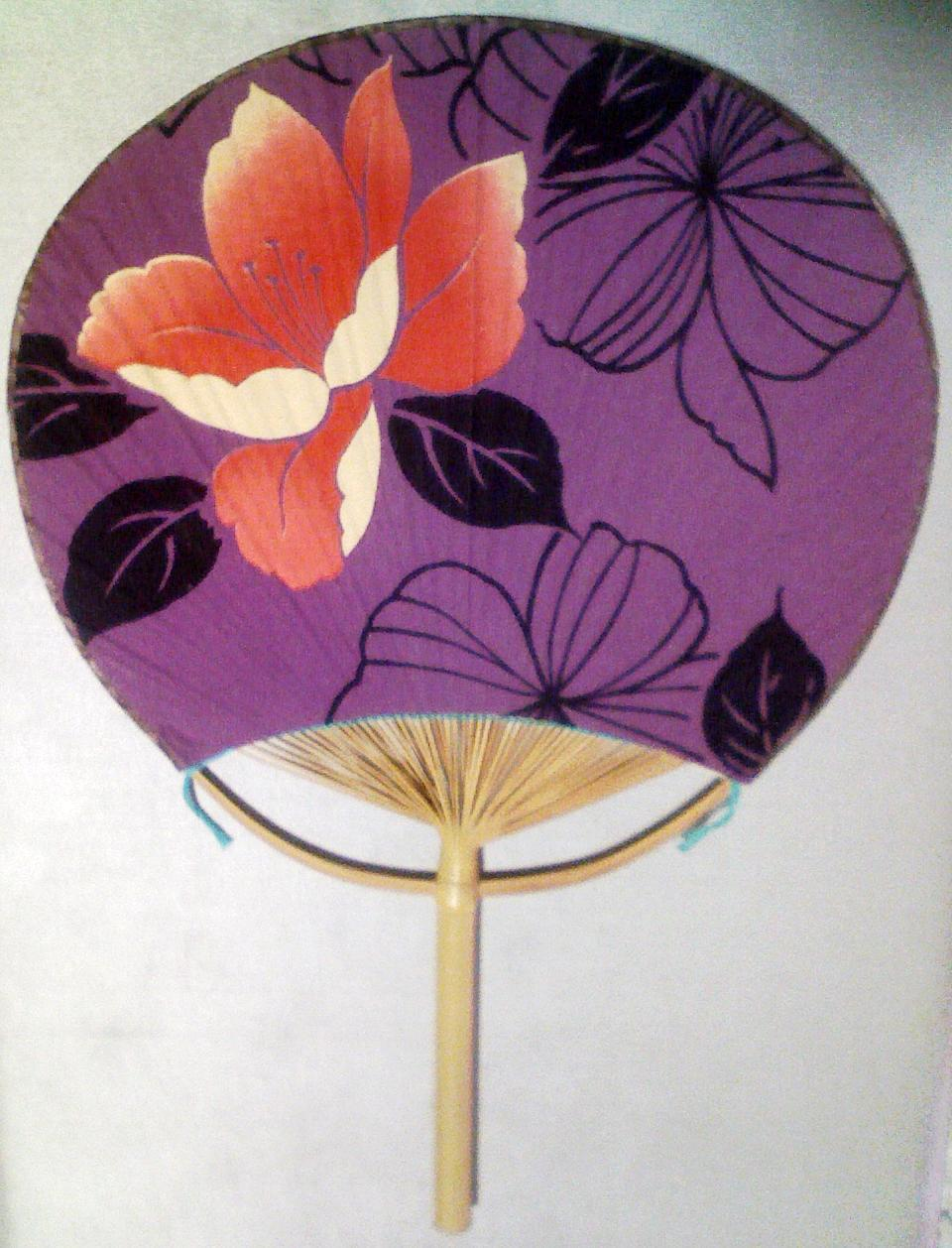
Японське ціле віяло «утіва»

Віяло було відоме на Сході ще з глибокої давнини — вони виготовлялися з пальмового та лотосового листя. В Індії віяло було атрибутом королівського положення, а в Японії — символом військової влади.
Перші відомості про появу віяла в Китаї сягають VIII—II століть до нашої ери. Це були своєрідні опахала з дерев'яною ручкою і пір'ям. З часом цей предмет удосконалювався, з'являлися різні види віял: на ручці в рамці натягнуті овальні або круглі полотна з тонкого спеціального паперу, різних матеріалів, а також віяла з очерету, лотоса.
В імператорському палаці віяла прикрашали шовковими вишивками — картинками, каліграфією. І нарешті — опахала-віяла були привезені в подарунок японському імператору і так припали до двору, що незабаром всі придворні користувалася цим зручним вишуканим предметом.
Японські майстри вдосконалювали форми і створили, в результаті, складане віяло з дерев'яних обструганих дощечок та складаного в гармошку півколом спеціального міцного паперу. Вони називалися сенсу (яп. 扇子). І ось вже в 988 році тепер уже японські ченці дарують імператору Китаю династії Північна Сун два віяла у вигляді кажана і двадцять інших різноманітних барвистих складних віял.
Особливе значення віяло придбало в епоху Нара і в епоху Хейан. Знаменита придворна дама і письменниця Сей Сьонагон зараховує віяло до предметів, які «полонять витонченою красою».
Віяло відіграє важливу роль у японському театрі Кабукі і традиційному танці. Виконавці ніхон-май (яп. 日本舞 ніхоммай, традиційний японський танець) використовують особливі складані танцювальні віяла май-огі (яп. 舞扇 май о: гі), міцніші, ніж звичайні, а також круглі віяла утіва (яп. 団扇). Віяло використовують навіть як зброю (наприклад, гумбай).

## Епоха бароко— мистецтво церемоній

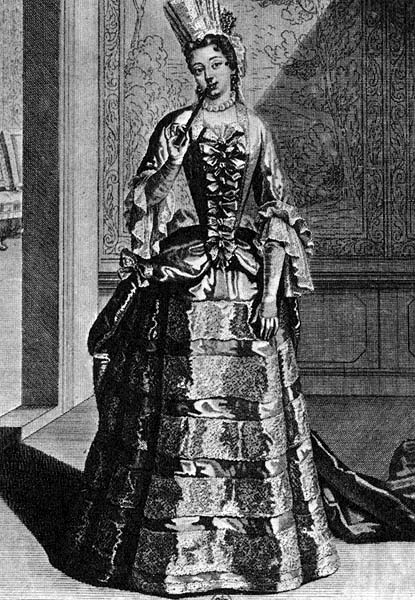
Герцогиня де Вантадур зі складеним віялом

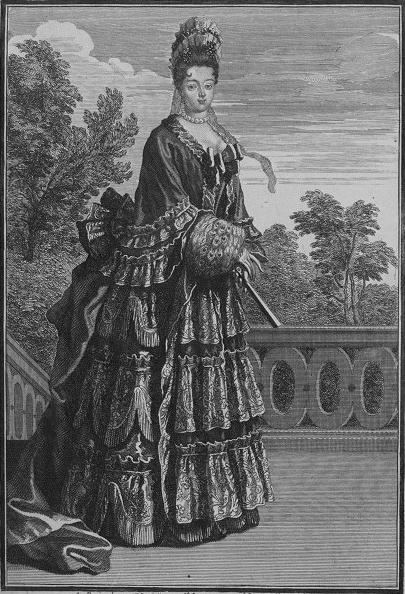
Принцеса де Конті

В епоху бароко віяло стало справжнім предметом розкоші. В 1660-і роки «Французька гільдія» по виготовленню опахал процвітала і її статус «постачальника двору» був підтверджений самим королем.
Французькі правила були дуже суворими, тому розписувати віяло дозволялося лише обмеженою кількістю сюжетів, проте в Італії майстри використовували найрізноманітніші малюнки, що, найчастіше, робило їх вироби більш привабливими для споживача.
Сюжети, як правило, бралися з античної міфології, з повсякденного життя королівського двору; часто використовувався популярний в усі часи рослинний або квітковий орнамент.
Матеріали, які використовували для виготовлення віял, були різні — шовк, шкіра, пергамент, щільний папір. Деякий час були в моді віяла з дзеркальцями посередині (такі віяла не складалися). Платівки для віяла нерідко робилися з перламутру і прикрашалися розписом або гравіюванням.
При дворі Людовика XIV віяло грало роль і в придворному церемоніалі — дами їх могли відкрити тільки в присутності королеви. Юна дівчина, перш ніж з'явитися в світ, крім інших наук повинна була навчитися мистецтву поводження з віялом.
Дама з віялом в епоху бароко — це неодмінно аристократка: «третій стан» не мав доступу до цього аксесуара. Віяло додавало придворній красуні значущості й важливості — вона гордо виступала на королівських прийомах і балах, а віяло в її руках виглядало, як жезл полководця.
З часом віяло з опахала і «знакового предмета» аристократки перетворилося у справжнє знаряддя флірту.

## Рококо— флірт і легкість буття

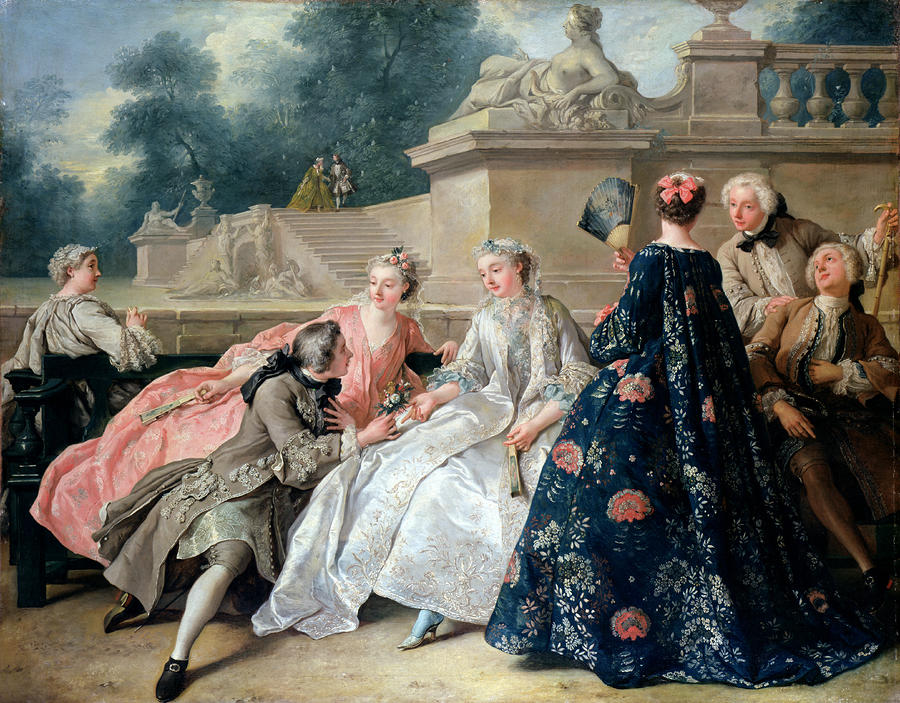
«Товариство в парку». Робота Ж. Ф. де Труа

В епоху рококо віяло перетворилося на витончену іграшку, знаряддя флірту й продуманого жіночого кокетства. Більше того — тепер воно стало доступним і представницям буржуазії.
Однак уміння правильно користуватися віялом було раніше притаманне тільки аристократкам. І то різною мірою: недарма знаменита письменниця рубежу XVIII—XIX століть Жермена де Сталь стверджувала, що за манерою тримати віяло можна відрізнити «…княгиню від графині, а маркізу від буржуазки». А парвеню взагалі не володіли цим мистецтвом в належній мірі.

Змінилися й сюжети — тепер більшість віял були розписані пасторальними сценками (часто фривольного змісту), а також сценками з життя італійських акторів (в дусі картин Антуана Ватто).

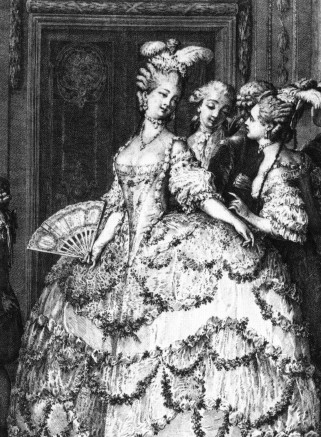
«Придворна дама». Робота М. Моро-молодшого.

Розписувати віяла було почесно — цим займався навіть такий обласканий владою художник, як Франсуа Буше.
З виникненням моди на китайську порцеляну і стиль «шинуазрі» (букв. «китайщина») віяла стали розписувати сценами з життя китайських володарів та їх придворних. Надзвичайно популярними були дуже дорогі імпортні віяла з Китаю.
Мистецтво флірту за допомогою віяла досягло такого ступеня, що придворні дами могли пояснюватися з кавалерами за допомоги…одного тільки віяла.
Так, якщо дама торкалася відкритим віялом губ і серця, вона говорила: «Ти мій ідеал». Якщо ж прикладала віяло правою рукою до лівої щоки, то, на жаль, вона давала зрозуміти, що залицяння марні. Зрештою, виникла справжня мова віяла, яка поряд з мовою мушок дозволяла жінці вести любовну інтригу, не вдаючись до слів і листів, що могло її викрити.
У капіталістичній Англії виробництво віял було поставлено на промислову основу. Крім традиційних художніх сюжетів, англійські майстри використовували рекламу товарів чи правила гри в віст.
У Російській імперії віяло стало популярне в епоху петровських реформ.

## Століття XIX— страусовий «бум»

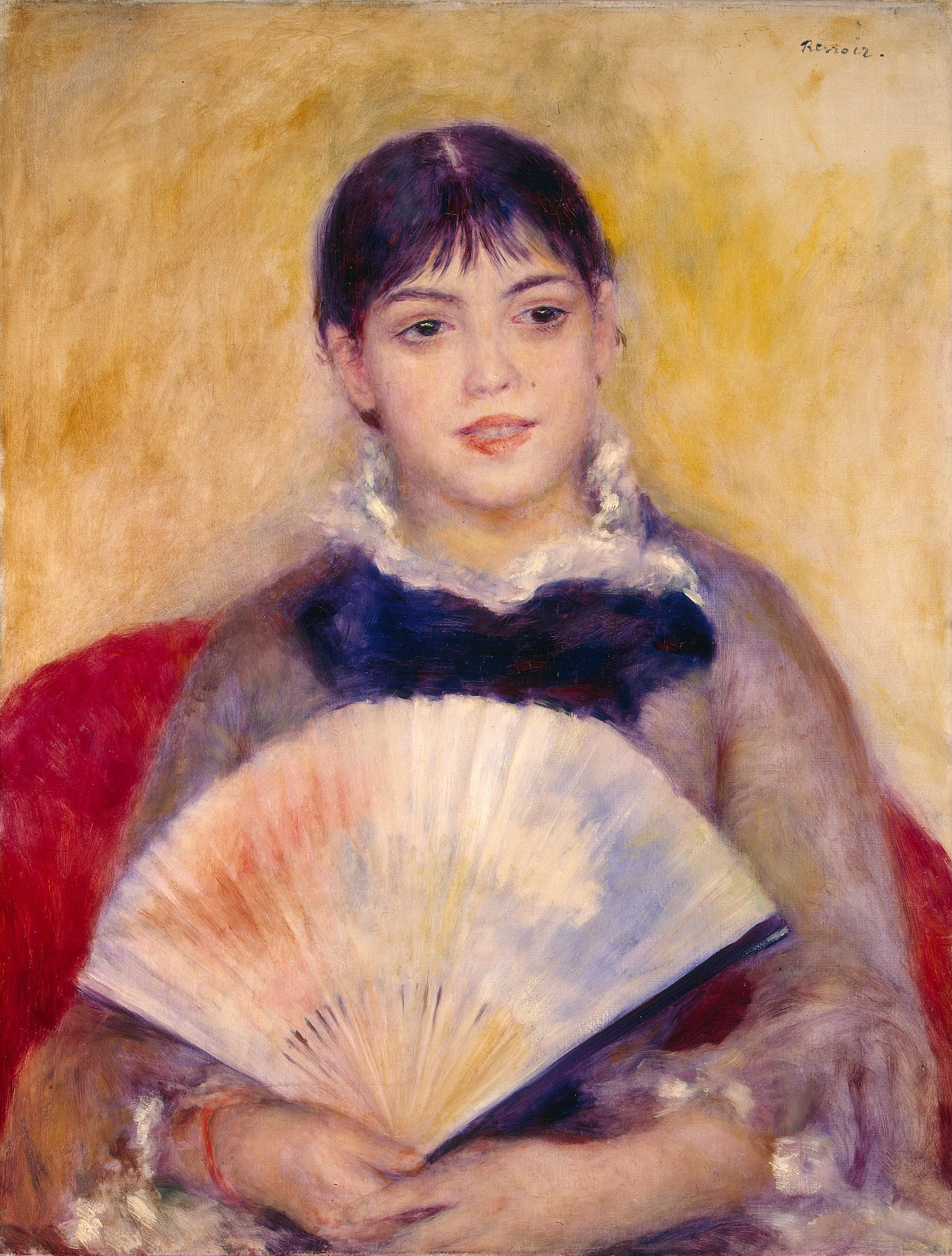
На картині Ренуара віяло можна вважати композиційно-колірним вивертом

У XIX столітті «мова віяла» втратила своє значення, проте віяло як і раніше вважалося улюбленим жіночим аксесуаром. Саме в XIX столітті віяла стали виготовлятися не тільки з традиційних матеріалів, але і з страусового пір'я. Це призвело до значного скорочення популяції страусів. На карикатурах другої половини XIX століття можна побачити такий сюжет — модна дама наздоганяє зграю переляканих страусів.
У цей же час намітилася нова тенденція — віяла замовляли до певних туалетів. Змінилися й сюжети. Пасторальні та галантні сценки поступилися місцем історичним сюжетам, активно використовується стилізований рослинний орнамент, часто зображалися птахи і тварини, а в епоху ампір входять в моду античні мотиви.
Найбільш стильними були, як і раніше, французькі віяла, однак Німеччина і Голландія також виробляли вельми гідну продукцію.
Існували також віяла-програмки, які видавалися дамам при вході в театр. Були навіть такі екзотичні форми, як віяла-меню і віяла-запрошення.
І, зрозуміло, віяло як і раніше є знаряддям жіночого кокетства.

## Модерн, ар-деко і нью-лук— повторення пройденого
Мода епохи Модерн тяжіла до екзотики. Це позначалося і в захопленні Стародавнім Єгиптом, Японією, мусульманським сходом (особливо після успіху балету «Шехерезада»). На хвилі цього захоплення увійшли в моду опахала в східному стилі.
Іншим напрямком було повернення до естетики рококо в тому вигляді, як її розумів Костянтин Сомов. Таким чином, виникла короткочасна мода на віяла з пасторальними сюжетами і численними рокайлями.
У моду входять незручні віяла з павиного пір'я.
А ось Art-deco з його суворою розкішшю, яскравими квітами і прагненням до концептуальності пропонує жінці справжні віяла-концепції.
Віяло вже не потрібне для флірту і кокетства — жінка XX століття все називає своїми іменами. Тепер опахало — просто стильна штучка, притаманна аристократичної «dolce vita».
Як і раніше в моді, пір'я страуса. Вони чудово поєднуються з боа і хутряними накидками світських левиць та кінозірок.
Сюжети в XX столітті стають ще більш різноманітними — тут і міжнародні події (паризькі виставки, спуск на воду корабля, і навіть будівництво мосту), карикатури, особи кінозірок.
Після закінчення Другої світової війни, як реакція на позбавлення і аскетизм воєнного часу виник дивний стиль New Look, на короткий термін відродив корсети, кринолін і, зрозуміло, віяла.
Віяло тут відіграє допоміжну і досить незначну роль — його використовують як «останній штрих» до світського наряду і він цілком може бути замінений крихітною сумочкою.
Особливою популярністю користувалися віяла з мереживним, напівпрозорим екраном (в епоху New Look мереживо досить широко використовувалося в індустрії моди).
Художники, що працювали в стилі pin-up, також досить часто обігравали тему віяла.
У сучасному житті віяло є, скоріш, аксесуаром модних дефіле, ніж предметом побуту. Крім того, віяла використовуються в постановках костюмованих та історичних п'єс, в екранізаціях літературних творів, у концептуальних фотосесіях для журналів Vogue і ELLE.
З підвищенням інтересу до китайського вчення фен-шуй, віяло почали використовувати і як засіб корекції енергетики приміщень. Вважається, що правильно розташовані віяла можуть позитивно вплинути на життєвий тонус мешканців квартири чи будинку.

## Віяло в бойових мистецтвах

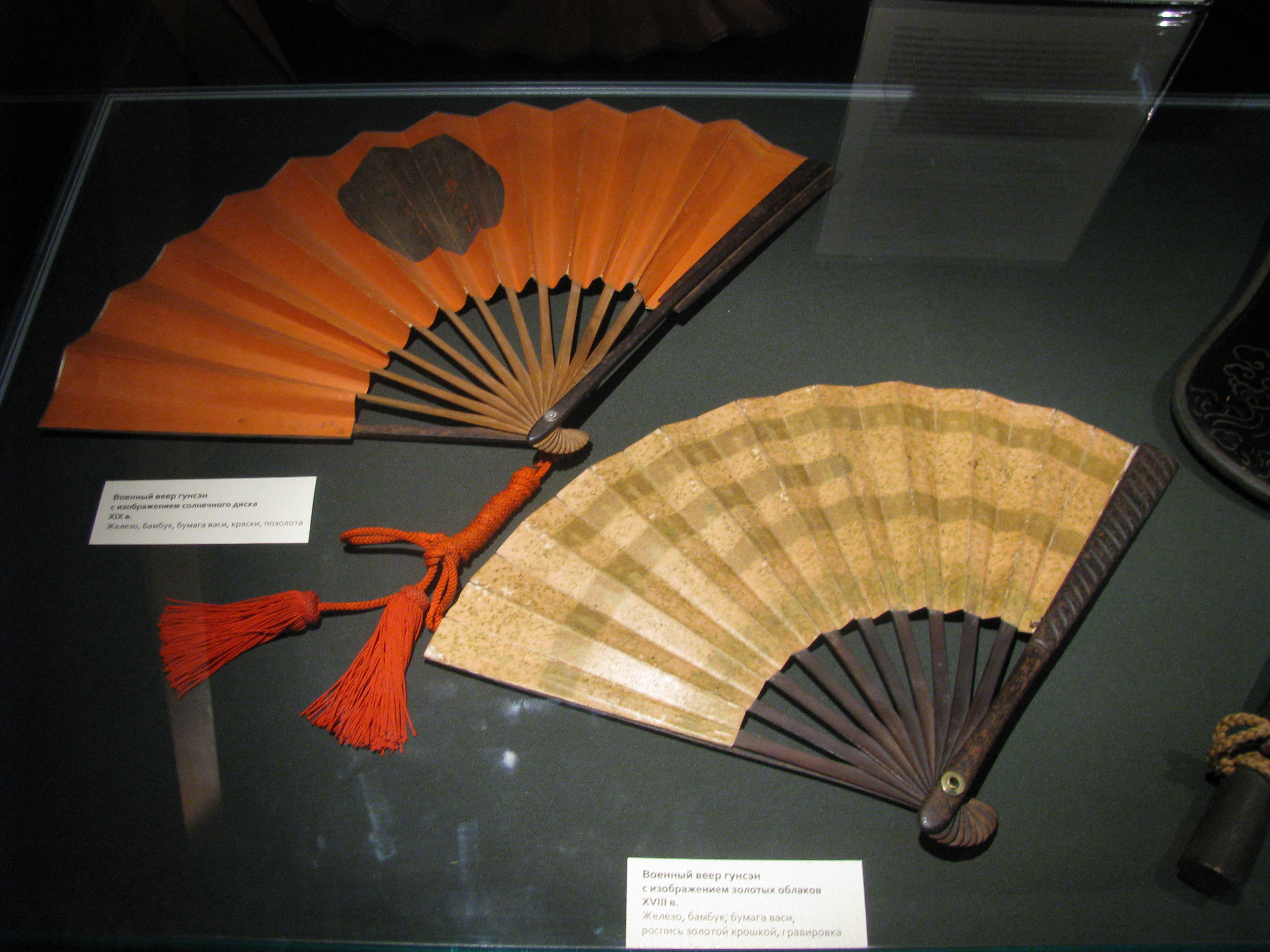
Японські військові віяла

Віяло — гарний, практичний інструмент, який не схожий на зброю. Однак століттями бойові віяла були цінним видом зброї в бойових мистецтвах Японії, Кореї та Китаю. Бойове віяло, в цілому, використовувався двома шляхами, як сигнальне пристосування (гумбай (яп. 軍配)) і безпосередньо як зброя (тессен (яп. 鉄扇)) — ним можна і завдавати ударів, і відбивати дротики й, навіть, стріли. Також як зброю його використовували жінки-ніндзя куноіті. Такі віяла, як правило, виготовлялися з міцних матеріалів, таких як дерево та залізо, і були набагато важче світських аналогів.

## Види і конструкції віял
У цілому віяла можна розділити на два види: складані і цілісні. В японській мові навіть існують терміни огі (складане віяло) і утива (цілісне віяло). Кожен з цих видів можна також розділити на підвиди залежно від конструкції. Втім, якщо йдеться про бойове віяло, то існує інша класифікація, — застосування віяла.

### Складані віяла
Складане віяло, також зване пліє (фр. plié), складається з декількох паличок, званих пластинами (крайні, потовщені пластини називають гарді), скріплених у голівці віяла спеціальною заклепкою — штивом. Гарді і пластини складають кістяк віяла, тобто його жорстку частину. Частина віяла, на яку наноситься малюнок, називається екраном віяла. В залежності від того, як зроблено екран віяло, розрізняють віяла з м'яким екраном, тобто з екраном, виготовленим з паперу чи матерії, і віяла з жорстким екраном, тобто такі віяла, де широкі пластини і самі являють собою екран. Такі віяла називають бризі (фр. brisé).

### Жорсткі (круглі) віяла
Жорсткі або круглі віяла, як правило, називають утива, від японського слова, яке позначає такий тип віяла. Віяло утива, як правило, складається з твердої ручки і множини (40-80) бамбукових лозин, покритих з обох сторін папером, складовою екрана віяла, форма якого може, втім, і відрізнятися від кола. Такі віяла можна розділити на ті, що мають раму з потовщених прутів по периметру екрану, і ті, що не мають такої.

## Вогняні віяла

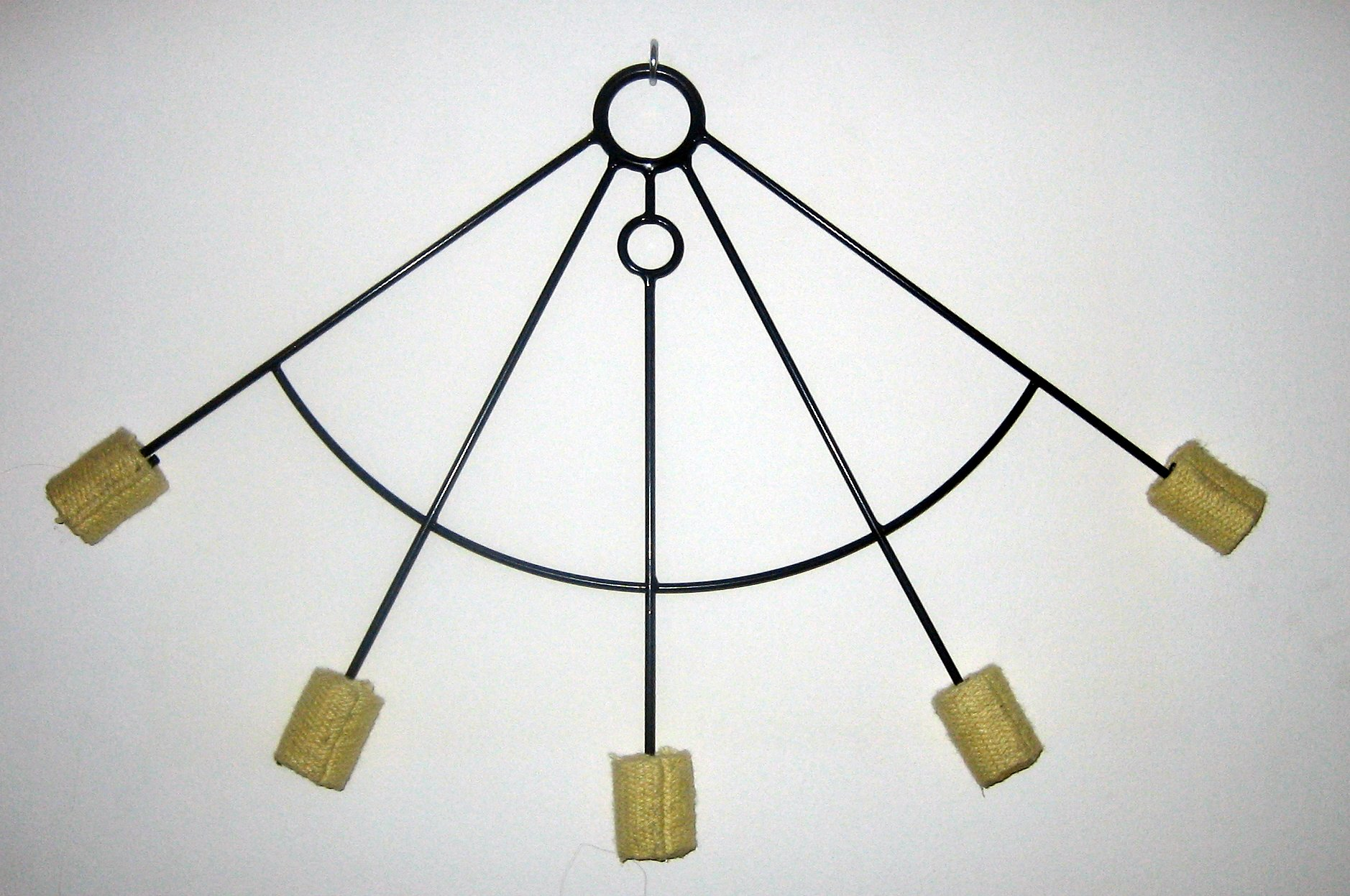
Віяло для вогняного шоу

Конструкція, звана віялами, також використовується в фаєр-шоу. Вогняні віяла, як правило, використовуються парами і являють собою металеві конструкції з спиць, приєднаних до округлої рукоятці у формі віяла, з 5-7 гнотами, виготовленими з кевлара і розташованими на кінцях спиць.

## Віяло як інструмент нагнітання повітря в зону горіння

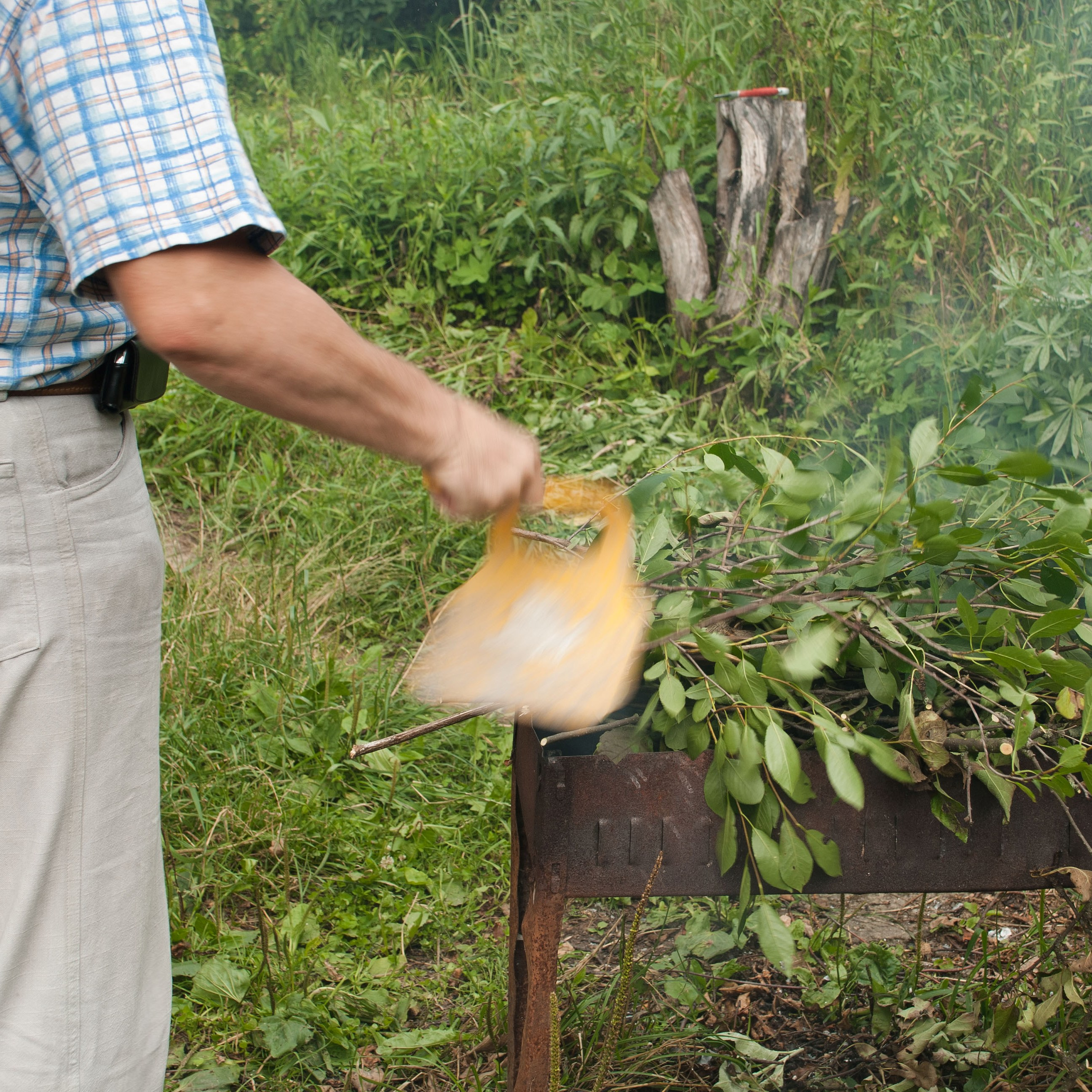
Віяло для розпалювання вогню. 1.
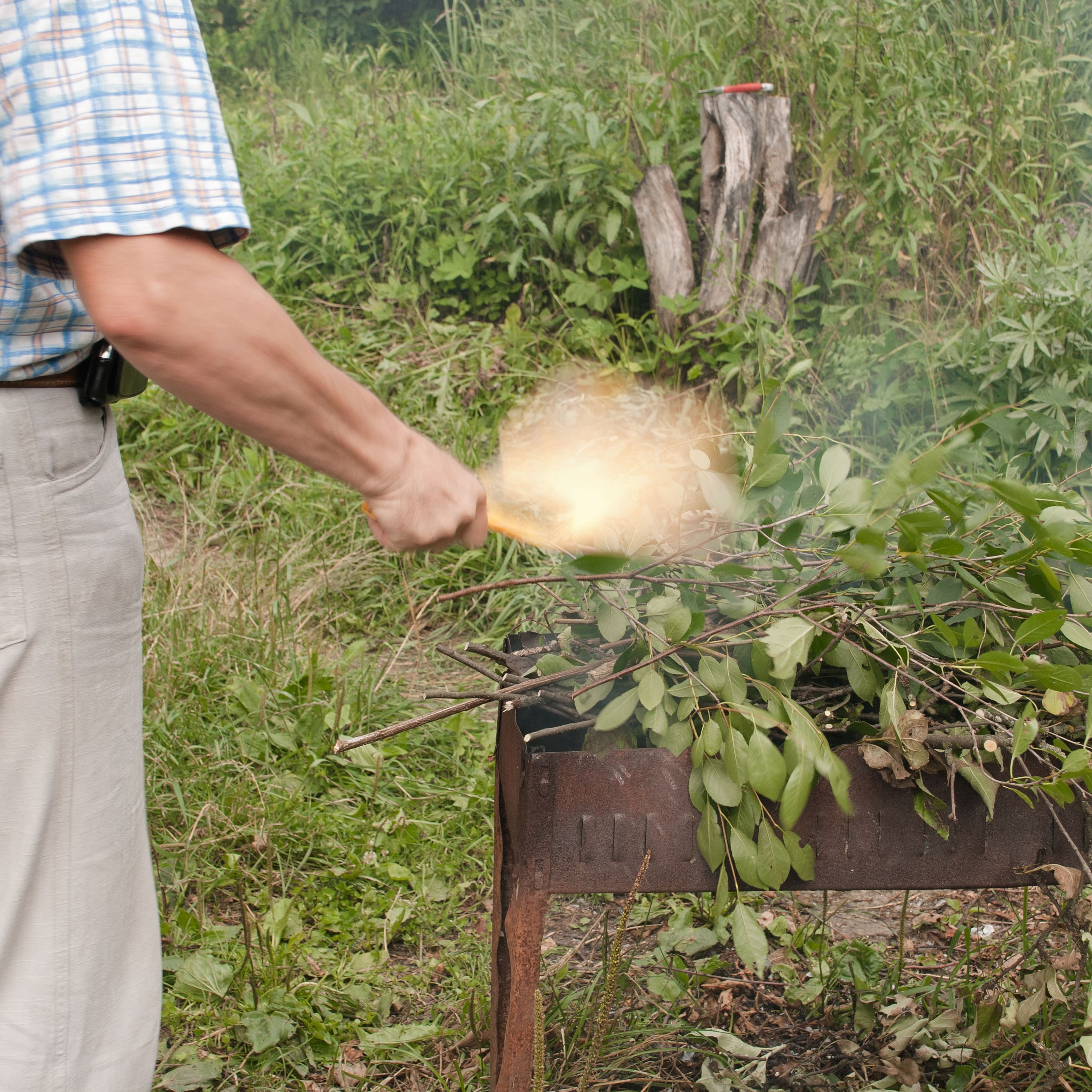
Віяло для розпалювання вогню. 2.
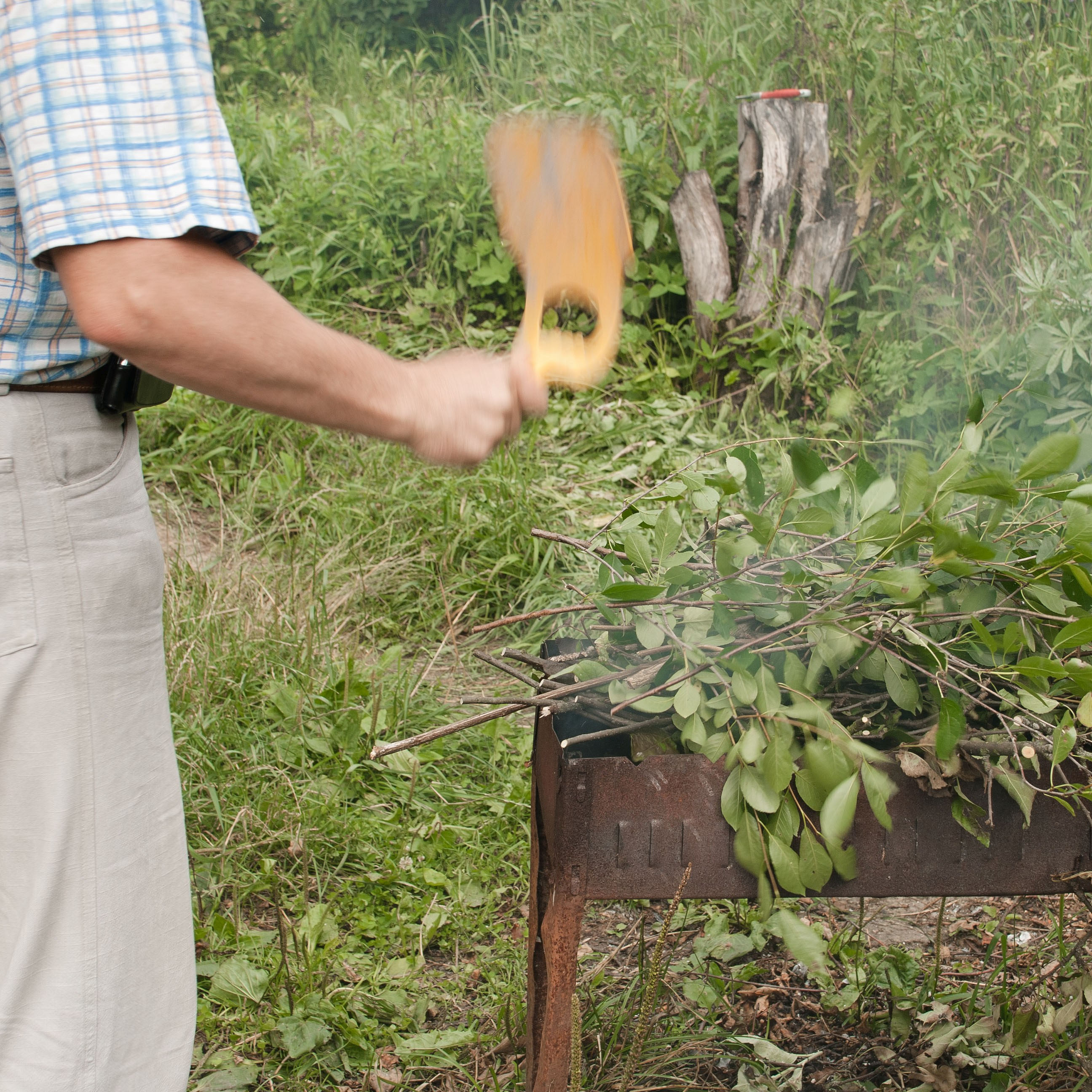
Віяло для розпалювання вогню. 3.

Віяло є ефективним інструментом нагнітання потоку повітря в зону горіння палива в цілях посилення реакції горіння.